# Papež Celestin II.
Celestin II., papež Rimskokatoliške cerkve; * kot Guido di Castello okrog 1085 Città di Castello (Papeška država, Sveto rimsko cesarstvo); † 8. marec 1144 Rim ( Papeška država, Italija, Sveto rimsko cesarstvo).

## Življenjepis
Guido di Castello, sin domačega plemiča po imenu Niccolo di Castello, se je rodil po zanesljivem izročilu v Città di Castello, ki leži v Apeninih v Umbriji, na levem bregu Tibere. 
 Stoji na mestu rimskega naselja Tifernum ali Tibernium, in ga nekateri imenujejo kar “Castrum Felicitatis (Vesela trdnjava)”.
Drugi zgodovinarji menijo, da izhaja sicer iz odlične družine, vendar iz toskanskega mesta Tiferno; tretji pa za njegov rojstni kraj smatrajo mesto Macerata blizu Ancone. 
Zavoljo njegovih odličnih lastnosti in vsestranske izobraženosti ga je Honorij II.  imenoval 1128 za kardinala-diakona pri Santa Maria in Via Lata, Inocenc II.  pa ga je 1139 poslal kot legata na Češko, 1140 pa v Francijo, kjer je vznejevoljil svetega Bernarda zaradi naklonjenosti, ki jo je skazoval Arnoldu Brešijskemu. 

### Papež
Za papeža so Gvidona enoglasno izvolili, ko je bil kardinal-duhovnik pri sv. Marku, 26. septembra 1143 na prvih mirnih papeških volitvah, ki jih je Rim doživel po 82 letih. Bil je pobožen in zelo izobražen mož, učenec Abelarda, začetnika sholastične znanstvene metode, ki je umrl 1142, pred njegovo izvolitvijo. Tudi potem, ko je sinoda v Sensu 1140 obsodila nekatere Abelardove stavke, je Guido ostal z njim tesno povezan. Celestin II. je vodil Cerkev le dobrih pet mesecev.

Njegovo prvo dejanje je bilo, da je Francijo razrešil izobčenja, s katerim jo je kaznoval njegov predhodnik Inocenc, ker Ludvik VII.  ni hotel dovoliti opravljanje nadškofovske službe u Bourgesu Petra, ki ga je on sam predložil na to mesto in ga je Incocenc zaman postavil. V nasprotju s to pomirljivo potezo pa je nameraval kaznovati normanskega vladarja Rogerja in preklicati mirovni sporazum, ki ga je z njim prisiljen sklenil njegov prednik, ko ga je prehitela nenadna smrt. 
Decembra 1143 je Celestin II. ob navadnem času – torej v adventnih kvatrah (17. decembra) imenoval obenem kar deset kardinalov. Glede na časovne navade je to pomenilo nenavadno povečanje kardinalskega zbora. Ponovno je sprejel starega kardinala Pietra Pisana, ki je podpiral Anakleta II., v svojstvu kardinala-duhovnika pri Sveti Suzani. Predhodnik Inocenc II. ga je bil namreč odstavil, čeprav se mu je podredil.
V njegovem času so dvignili vstajo svobodoljubni Tivolčani, ki pa ni bila po volji Rimljanom; ker je Tivoli postal omražena trdnjava upornikov ter zatočišče številnih protipapežev, bi ga bili Rimljani najraje razdejali. 

## Smrt in spomin
Ko je Celestin Frangipanom zaupal varstvo nad Circeom ter jim podelil terracinske dohodke, se je zaprl v utrjeni samostan Santa Maria in Pallara, kjer je nenadoma umrl. 

### Smrt
Papež Celestin II. je umrl 8. marca 1144 v Rimu  (Italija, Papeška država, Sveto rimsko cesarstvo). 

Pokopan je v Lateranski baziliki.

### Spomin
Papež Celestin II. je prvi papež, ki ga omenjajo Malahijeve prerokbe o papežih. Imenujejo ga "Ex castro Tiberis" - "Iz tabora na Tiberi". To namiguje na njegov rojstni kraj Città di Castello, ki leži na obali reke Tibere. 